# Tfue
Tfue, egentligen Turner Tenney, är en Twitch-streamer, professionell Fortnite-spelare och youtuber. Han är före detta medlem i Faze clan, och var en av deras tävlande i Fortnite i e-sport där han genom stora framgångar lyckats tjäna in 484 000 dollar i vinstpengar.
Han har över 11,4 miljoner prenumeranter på Youtube och över 5,2 miljoner följare på Twitch.
Tfue blev först professionell inom H1Z1, sedan PUBG och blev sedan känd som en av världens bästa spelare av Fortnite. I maj 2019 avslöjades att Tfue lämnat in en stämningsansökan mot sin organisation Faze Clan och deras påstått olagliga kontrakt med honom, där Faze Clan plockar ut en stor del av Tfues inkomst. Efter detta meddelades det att Tfue lämnar Faze Clan med omedelbar verkan.